# Gigliola da Carrara
Gigliola da Carrara (1379 – Ferrara, 23 febbraio 1416) è stata una marchesa di Ferrara; era figlia di Francesco Novello da Carrara, signore di Padova e figlio di Francesco I da Carrara, e di Taddea d'Este.

## Biografia
Nacque nel 1379 da Francesco Novello da Carrara e da Taddea d'Este. I Da Carrara, furono una influente famiglia aristocratica padovana; il padre di Gigliola fu l'ultimo signore di Padova, mentre il fratello maggiore Francesco III da Carrara fu un condottiero e uomo d'armi. 
Morì di peste nel 1416 senza lasciare figli.

## Discendenza
Nel 1397 sposò, a 15 anni, il tredicenne marchese di Ferrara, Niccolò III d'Este.
Il matrimonio tra i due, fu accompagnato dalle innumerevoli amanti del marchese ed accerchiato dalla numerosa prole illegittima che queste relazioni partorivano.
In seguito Niccolò si risposò nel 1418 prima con Parisina Malatesta, che condannò a morte per adulterio con Ugo d'Este e successivamente nel 1431 con Ricciarda di Saluzzo, da cui ebbe i figli legittimi Ercole I d'Este e Sigismondo d'Este.

## Ascendenza
|                                                 |                                        |                                             | Genitori                                |  |  | Nonni |  |  | Bisnonni                                 |  |  | Trisnonni                             |  |
|                                                 |                                        |                                             |                                         |  |  |       |  |  | Giacomo II da Carrara, signore di Padova |  |  | Niccolò da Carrara, signore di Padova |  |
|                                                 |                                        |                                             |                                         |  |  |       |  |  | Giacomo II da Carrara, signore di Padova |  |  | Niccolò da Carrara, signore di Padova |  |
|                                                 |                                        | …                                           |                                         |  |  |       |  |  | Giacomo II da Carrara, signore di Padova |  |  |                                       |  |
| Francesco I da Carrara, signore di Padova       |                                        |                                             |                                         |  |  |       |  |  | Giacomo II da Carrara, signore di Padova |  |  |                                       |  |
|                                                 |                                        | Lieta Forzatè                               | Alvise Forzatè                          |  |  |       |  |  |                                          |  |  |                                       |  |
|                                                 |                                        | Lieta Forzatè                               | Alvise Forzatè                          |  |  |       |  |  |                                          |  |  |                                       |  |
|                                                 |                                        | Lieta Forzatè                               | …                                       |  |  |       |  |  |                                          |  |  |                                       |  |
| Francesco II da Carrara, signore di Padova      |                                        | Lieta Forzatè                               |                                         |  |  |       |  |  |                                          |  |  |                                       |  |
|                                                 |                                        | Pataro Buzzaccarini                         | Aleduse Buzzaccarini                    |  |  |       |  |  |                                          |  |  |                                       |  |
|                                                 |                                        | Pataro Buzzaccarini                         | Aleduse Buzzaccarini                    |  |  |       |  |  |                                          |  |  |                                       |  |
|                                                 |                                        | Pataro Buzzaccarini                         | N. Patari                               |  |  |       |  |  |                                          |  |  |                                       |  |
| Fina Buzzaccarini                               |                                        | Pataro Buzzaccarini                         |                                         |  |  |       |  |  |                                          |  |  |                                       |  |
|                                                 |                                        | Francesca da Gonzaga                        | …                                       |  |  |       |  |  |                                          |  |  |                                       |  |
|                                                 |                                        | Francesca da Gonzaga                        | …                                       |  |  |       |  |  |                                          |  |  |                                       |  |
|                                                 |                                        | Francesca da Gonzaga                        | …                                       |  |  |       |  |  |                                          |  |  |                                       |  |
| Gigliola da Carrara                             |                                        | Francesca da Gonzaga                        |                                         |  |  |       |  |  |                                          |  |  |                                       |  |
|                                                 | Obizzo III d'Este, marchese di Ferrara | Aldobrandino II d'Este, marchese di Ferrara |                                         |  |  |       |  |  |                                          |  |  |                                       |  |
|                                                 | Obizzo III d'Este, marchese di Ferrara | Aldobrandino II d'Este, marchese di Ferrara |                                         |  |  |       |  |  |                                          |  |  |                                       |  |
|                                                 | Obizzo III d'Este, marchese di Ferrara | Alda Rangoni                                |                                         |  |  |       |  |  |                                          |  |  |                                       |  |
| Niccolò II d'Este, marchese di Ferrara e Modena | Obizzo III d'Este, marchese di Ferrara |                                             |                                         |  |  |       |  |  |                                          |  |  |                                       |  |
|                                                 |                                        | Lippa Ariosti                               | Iacopo Ariosti                          |  |  |       |  |  |                                          |  |  |                                       |  |
|                                                 |                                        | Lippa Ariosti                               | Iacopo Ariosti                          |  |  |       |  |  |                                          |  |  |                                       |  |
|                                                 |                                        | Lippa Ariosti                               | …                                       |  |  |       |  |  |                                          |  |  |                                       |  |
| Taddea d'Este                                   |                                        | Lippa Ariosti                               |                                         |  |  |       |  |  |                                          |  |  |                                       |  |
|                                                 |                                        | Mastino II della Scala, signore di Verona   | Alboino della Scala, signore di Verona  |  |  |       |  |  |                                          |  |  |                                       |  |
|                                                 |                                        | Mastino II della Scala, signore di Verona   | Alboino della Scala, signore di Verona  |  |  |       |  |  |                                          |  |  |                                       |  |
|                                                 |                                        | Mastino II della Scala, signore di Verona   | Beatrice da Correggio                   |  |  |       |  |  |                                          |  |  |                                       |  |
| Verde della Scala                               |                                        | Mastino II della Scala, signore di Verona   |                                         |  |  |       |  |  |                                          |  |  |                                       |  |
|                                                 |                                        | Taddea da Carrara                           | Giacomo I da Carrara, signore di Padova |  |  |       |  |  |                                          |  |  |                                       |  |
|                                                 |                                        | Taddea da Carrara                           | Giacomo I da Carrara, signore di Padova |  |  |       |  |  |                                          |  |  |                                       |  |
|                                                 |                                        | Taddea da Carrara                           | Elisabetta Gradenigo                    |  |  |       |  |  |                                          |  |  |                                       |  |
|                                                 |                                        | Taddea da Carrara                           |                                         |  |  |       |  |  |                                          |  |  |                                       |  |